# Philomena Cheyech
Flomena Cheyech Daniel (5 de julho de 1982) é uma maratonista queniana. Venceu a Corrida de São Silvestre de 2017.